# Norbert Rudolf Schittke
Norbert Rudolf Schittke (* 19. Januar 1942) (Selbstbezeichnung: Fürstregent Norbert Rudolf aus der Familie Schittke zu Romkerhall) ist ein Rentner und selbsternannter Reichskanzler der Exilregierung Deutsches Reich.

## Leben
1991 zog er für die Republikaner in den Hildesheimer Kreistag ein, in der Folge schloss er sich der rechtskonservativen DSU an, danach der Zentrumspartei, dann gründete er einen der zahlreichen Statt-Partei-Ableger. 2016 erklärte er, Kaiser von Deutschland zu werden.
Schittke kann als eines der ersten Mitglieder der so genannten Reichsbürgerbewegung angesehen werden. Schittkes Positionen reichen von Chemtrails, den Bilderbergern, die die Menschheit reduzieren wollen, der Existenz von Aldebaranern, die mit Adolf Hitler in Kontakt gestanden hätten, bis zur Hohlen Erde.
Nach eigener Aussage ist er Prinz vom Haus Hannover und vom Haus Windsor und habe daher Anspruch auf die Thronfolge des englischen Königshauses.
„Amtssitz“ seiner Fantasieregierung, in dem er verschiedene Fantasiedokumente verkaufte, war 2004 ein Büro in Hildesheim, 2016 seine Wohnung in der Gemeinde Diekholzen-Egenstedt bei Hildesheim.
Schittke ist mehrfach vorbestraft unter anderem wegen Urkundenfälschung und Volksverhetzung.

## Exilregierung  Deutsches Reich
Schittke gründete am 8. Mai 2004 mit weiteren 25 Personen in Hannover die Exilregierung Deutsches Reich. Sowohl Schittke als auch seine „Exilregierung“ stehen unter Beobachtung des niedersächsischen und brandenburgischen Verfassungsschutzes. Einen weiteren Ableger gründete er in Magdeburg, mit ca. 70 anderen Personen und wurde dort zum „Kanzler“ vereidigt.
Die von Schittke geführte „Exilregierung Deutsches Reich“ war laut dem niedersächsischen Verfassungsschutzberichten 2018, 2019 und 2020 die einzige in Niedersachsen tätige nennenswertere Organisation der Reichsbürgerbewegung. 2017 äußerte Schittke laut dem Verfassungsschutz in seiner Neujahrsansprache zum wiederholten Mal gebietsrevisionistische Vorstellungen: Sie beschränkte sich seit der Abspaltung einer „Exil-Regierung Deutsches Reich“ 2012 aber auf Online-Auftritte, dem Angebot angeblicher Dokumente und Anwerbungsversuchen von Einzelpersonen, war ansonsten zu den Zeitpunkten 2018 und 2020 aber weitgehend inaktiv.

## Fernsehauftritte
- Carsten van Ryssen trifft den Reichskanzler Norbert Schittke, ZDF heute-show vom 2. Dezember 2016
- Christian Ehring Reichsbürger in Deutschland
- Die Verschwörungtheorie der Reichsbürger – und was Xavier Naidoo damit zu tun hat, PULS Reportage
- Wild Germany - Deutsche Reichsregierung, Manuel Möglich trifft sich mit Menschen, die überzeugt sind, das Deutsche Reich habe nie aufgehört zu existieren und die BRD sei eine GmbH, 26. Juli 2012, ZDFneo